# Усков, Василий Михайлович
Васи́лий Миха́йлович Уско́в (30 января 1911, деревня Елизаветино, Тверская губерния — 15 марта 2006, Москва) — советский военный лётчик, генерал-майор Советской армии, участник Великой Отечественной войны, Герой Советского Союза (1943). В августе 1942 года в воздушном бою над Георгиевском совершил воздушный таран.

## Биография
Родился 30 января 1911 года в деревне Елизаветино Тверской губернии (ныне не существует; территория, где раньше находилась деревня, входит в состав Первомайского сельского поселения, Конаковский район, Тверская область) в семье крестьянина.
В возрасте 14-ти лет Василий был вынужден уехать из дома в поисках заработка. В 1926 году он устроился учеником к частнику-обувщику на станции Саблино Ленинградской области. Через два года ему удалось устроиться в ленинградскую кооперативную артель обувщиков «Просвет».
В Рабоче-крестьянской Красной армии с 1930 года, в этом же году начал учёбу в Ленинградском пехотном училище, но затем был переведён в училище химической защиты, где два года прослужил командиром взвода. В 1932 году вступил в ВКП(б).
В 1936 году окончил Борисоглебскую военную авиационную школу лётчиков (ныне — Борисоглебский учебный авиационный центр подготовки лётного состава имени В. П. Чкалова).
В боях Великой Отечественной войны с первых её дней. Был командиром эскадрильи 234-го истребительного авиационного полка ПВО в 105-й истребительной авиационной дивизии ПВО, воевал на Ленинградском, Юго-Западном и Северо-Кавказском фронтах.
8 августа 1942 года (согласно другим источникам — 6 августа) капитан Усков, патрулируя небо над Георгиевском на самолёте ЛаГГ-3, встретил на подступах к городу до 20 He-111 и вступил с этой группой в бой. Своим огнём лётчик сбил один самолёт, а когда отказали пулемёты, он принял решение идти на таран другого бомбардировщика. От сильного удара Усов потерял сознание, но, придя в себя, выпрыгнул из горящего самолёта с парашютом, получив при этом ранения ног.

Могила Ускова на Троекуровском кладбище Москвы

По данным на сентябрь 1942 года, всего капитан Усков принял участие в 36 боях и сбил 6 вражеских самолётов. В представлении на звание Героя Советского Союза, составленном командующим истребительной авиацией ПВО генералом Александром Осипенко, отмечено, что Усков, «не щадя своей жизни, дрался с врагом, своим личным боевым примером воспитывал своих подчинённых».
Указом Президиума Верховного Совета СССР от 14 февраля 1943 года за образцовое выполнение боевых заданий командования и проявленные при этом отвагу и геройство Ускову присвоено звание Героя Советского Союза.
После ранения не смог вернуться в действующую военную авиацию. Служил на Брянском и 2-м Прибалтийском фронтах, активно работал в тылу, занимался подготовкой молодых военных лётчиков.
С 18 апреля 1943 года служил в 50-м истребительном авиаполку. В качестве заместителя начальника штаба авиаполка по оперативно-разведывательной части майор Усков умело организовывал разведку, обеспечивал выполнение боевых задач, проводил большую работу по обучению лётчиков способам ведения разведки, был награждён орденами Отечественной войны I и II степени.
В 1949 году в звании подполковника окончил командный факультет Военно-воздушной академии, в 1954 году окончил Военную академию Генерального штаба. В 1970 году ушёл в запас в звании генерал-майора.
Жил в Москве, занимал должность начальника Художественного фонда СССР, за свою деятельность на этом посту он был награждён орденом Трудового Красного Знамени.
Умер 15 марта 2006 года в Москве. Похоронен на Троекуровском кладбище.

## Награды и звания
Удостоен ряда наград:
- Герой Советского Союза (Указ Президиума Верховного Совета СССР от 19 августа 1944 года, медаль «Золотая Звезда» № 811)[1];
- два ордена Ленина (19 августа 1944 года, …)[1];
- орден Красного Знамени[1];
- два Ордена Отечественной войны I степени (19 сентября 1944 года[9], 1985 год);
- орден Отечественной войны II степени (9 октября 1943)[9];
- орден Трудового Красного Знамени[1];
- орден Красной Звезды[1];
- звание «Почётный гражданин города Георгиевска»[1];
- медали.

## Память
В Тверском государственном объединённом музее Ускову посвящена часть экспозиции.